# Luna (Roman)
Luna ist ein Roman für junge Erwachsene von Julie Anne Peters und wurde 2004 im englischen Original veröffentlicht, die deutsche Übersetzung von Catrin Frischer folgte 2006.

## Zusammenfassung
Der Roman wird in der Sichtweise der 15-jährigen Regan erzählt. Sie ringt mit dem Geheimnis, dass ihr älterer Bruder, Liam, eine Transsexuelle ist, die als Mädchen mit dem Namen Luna leben möchte. (Liam nimmt den Namen „Luna“ an, was so viel wie „Mond“ bedeutet, um zu zeigen, dass sie sich nur nachts als Mädchen zeigen kann.) Regan hilft Luna insgeheim sich als Mädchen zu kleiden, aber gerät in Panik, wenn sie davon spricht, immer Luna zu sein. Regan fürchtet sich davor, was ihre Eltern denken werden und wie die Gesellschaft Luna akzeptieren wird. Außerdem ist Regans eigenes Liebesleben gefährdet, wenn sie ständig dazu gezwungen ist, auf ihre Schwester zu achten. Obwohl sie sich wünscht, einen „normalen“ Bruder zu haben, weiß sie, dass sie Lunas einzige Hoffnung ist, jemals glücklich zu werden. Es gibt auch viele andere Probleme für Regan und Luna in dem Buch. Ihre Mutter ist eine beschäftigte Hochzeitsplanerin, die eine Vielzahl Antidepressiva nimmt und nicht oft genug zu Hause ist, um sich um ihre Familie zu kümmern. Ihr Vater liebt Regan und versucht sie dazu zu überreden, ihm zu sagen, dass Liam homosexuell ist. Er versucht außerdem, Liam dazu zu bringen, Wrestling zu betreiben und Baseball zu spielen, aber er ist erfolglos in seinen Vorhaben. Regan und Liam versuchen, Liams beste Freundin Aly dazu zu bringen, ihre Transsexualität zu akzeptieren und sind nicht von Anfang an erfolgreich. Gegen Ende des Buches verlässt Liam (der nun immer Luna ist) die Stadt, um frei zu sein. Regan ist somit „befreit“. Sie ist befreit von der Bürde, ihre Schwester zu beschützen und ihren Sorgen, wie das Geheimnis ihr Leben beeinflussen könnte und sie kann endlich ihr eigenes Leben leben.

## Charaktere
Regan: Regan ist eine 15-jährige Schülerin in der High-School. Sie stellt oft die Bedürfnisse von anderen, hauptsächlich ihres Bruders Liam/Luna, vor ihre eigenen. Deswegen fühlt sie sich oft, als hätte sie keine eigene Identität. Während des Verlaufs des Buches entwickelt sich eine Beziehung zwischen ihr und ihrem Klassenkamerad Chris und sie hat das Verlangen, mehr Zeit mit ihm zu verbringen, um sich selbst glücklich zu machen und weniger Zeit zu investieren nach Liam zu sehen, der sich ständig als Luna ausgibt.
Luna/Liam: Luna ist eine transsexuelle 17-Jährige, die im Körper eines Jungen geboren wurde, Liam. Luna ist der Name, den sie als Frau annimmt. Luna ist eine clevere, nette Person, wie ihre guten Noten und ihr positives Verhalten gegenüber ihrer oft unhöflichen Eltern zeigen. Sie ist außerdem sehr modebewusst, was Regan neidisch macht. Sie wird oft dargestellt, als wäre sie versunken in ihrer eigenen Welt, wenn sie Liam während der Tageszeit ist. Luna braucht Regan, um zu Luna zu werden, so benutzt sie beispielsweise ihr Zimmer, um sich umzuziehen. Jedoch braucht sie Regan hauptsächlich als emotionale Stütze, als sie damit beginnt, als Mädchen gekleidet sich in die Öffentlichkeit zu begeben, wie zum Beispiel das Einkaufszentrum und „Taco Bell“.
Chris: Chris ist Regans Laborpartner in ihrer Chemieklasse. Er ist ein neuer Schüler, deshalb kennt er noch nicht viele Leute, jedoch wird er schnell beliebt. Er verliebt sich sofort in Regan, trotz ihrer oft peinlichen Missgeschicke. Er ist nett, jedoch nicht besonders clever, da er aus dem Chemieunterricht austreten muss, damit er nicht durchfällt. Er ist fürsorglich und verständnisvoll, wie die Tatsache beweist, dass er sich darüber sorgt, Regans Gefühle zu verletzen und sich in sie hineinversetzt, als er bemerkt, dass sie viele Familienprobleme hat.
Jack (Vater): Regan und Liams Vater. Er liebt Witze und seine Kinder, aber er kann Luna nicht akzeptieren. Er zwingt Liam dazu, „männliche“ Sachen zu tun, zum Beispiel Sport zu treiben und mit Mädchen auszugehen, vor allem seine Freundin Aly.
Patrice (Mutter): Regan und Liams Mutter. Patrice ist eine Hochzeitsplanerin, die ihre Arbeit liebt. Es scheint, als nutze sie ihren Job als Ausdruck ihrer Identität und um ihren Aufgaben als Hausfrau zu entfliehen. Sie wusste über Liams Transsexualität Bescheid, seit er jung war, aber sie zwang ihn dazu, es geheim zu halten, vor allem gegenüber seinem Vater. Sie ignoriert es, weil sie nicht weiß, wie sie damit umgehen soll, ohne Rücksicht auf den emotionalen Schaden, den Liam dadurch nimmt.

## Auszeichnungen
Luna  hat zahlreiche Auszeichnungen erhalten, darunter:
- 2004 National Book Award Finalist in Young People’s Literature
- 2005 Stonewall Honor Book, awarded by the GLBTQ Round Table of the American Library Association
- An American Library Association Best Book for Young Adults 2005
- 2005 Colorado Book Award for Young Adult Literature
- 2005 Lambda Literary Award Finalist
- 2004 Borders Original Voices Award Finalist
- Chicago Public Library Best of the Best 2004, Books for Great Teens
- Michigan Library Association 2005 Thumbs Up! Award Nominierung
- Rhode Island Teen Book Award 2006 Nominierung
- Missouri Gateway Book Award 2006 Nominierung
- Vermont Green Mountain Book Award 2006 Nominierung
- New York Public Library Books for the Teen-Age List 2005
- An Original Voices selection by Borders Books and Music.
- 2004 Book Sense Summer Reading List for Teens
- An ALA Popular Paperbacks for Young Adults